# كولن مكدونالد (لاعب كريكت)
كولن مكدونالد (8 فبراير 1948 في نيوزيلندا - 3 أكتوبر 2005 في نيوزيلندا) (بالإنجليزية: Colin McDonald)‏ هو لاعب كريكت نيوزلندي.

## وصلات خارجية
- كولن مكدونالد على موقع إي آس بي آن كريك إنفو (الإنجليزية)